# Engenho Central de Sertãozinho
O Engenho Central de Sertãozinho foi um dos primeiros da América do Sul que centralizou em uma única planta industrial a produção de açúcar e aguardente utilizando a cana-de-açúcar proveniente de várias fazendas de diferentes proprietários.